# راسيل سوندرز
راسيل سوندرز (بالإنجليزية: Russ Saunders)‏ هو لاعب كرة قدم أمريكية أمريكي، ولد في 26 يناير 1906 في أدمور في الولايات المتحدة، وتوفي في 28 أبريل 1987.

## وصلات خارجية
- راسيل سوندرز على موقع IMDb (الإنجليزية)
- راسيل سوندرز على موقع قاعدة بيانات الفيلم (الإنجليزية)